# 阿夫季埃韋湖
阿夫季埃韋湖（烏克蘭語：Авдієве озеро），是烏克蘭的湖泊，位於該國北部切爾尼戈夫州，處於傑斯納河右岸，長1.4公里、寬0.1公里，面積0.14平方公里，最大水深4米。